# Blake Shelton
Blake Tollison Shelton (Ada, 18 giugno 1976) è un cantante, musicista e personaggio televisivo statunitense.
È uno degli artisti country di maggior successo, con una vendita di oltre 13 milioni di album e 56 milioni di singoli al livello mondiale. Ha ricevuto nove nomination ai Grammy Award, vinto cinque Academy of Country Music Award, nove Country Music Association Award, due American Music Award e un Billboard Music Award. È stato inserito nella Oklahoma Hall of Fame, e nella Grand Ole Opry.
Nel corso della sua carriera ha pubblicato oltre quindici album e quaranta singoli, ventisei dei quali hanno raggiunto la prima posizione nelle classifiche statunitensi, divenendo il primo artista dopo 24 anni ad avere undici prime posizioni consecutive nella Country Airplay Chart. Ha collaborato con numerosi artisti del genere country, fra cui Miranda Lambert, Ashley Monroe, Trace Adkins, Brad Paisley, Pistol Annies, e pop, come Gwen Stefani, Christina Aguilera, Kelly Clarkson e Shakira.
Dal 2011 è giudice nel programma The Voice, vincendo otto volte come coach. Per il suo ruolo nel programma ha ricevuto il Gene Weed Special Achievement Award alla 48ª edizione degli Academy of Country Music Award.
Secondo Forbes ha un patrimonio di 60 milioni di dollari.

## Biografia
Blake Shelton è nato ad Ada, Oklahoma, il 18 giugno 1976 e ha iniziato a suonare la chitarra fin dalla più tenera età. All'età di 16 anni, Shelton ha vinto il Denbo Diamond Award. Dopo che si è diplomato al liceo, si è trasferito a Nashville per cercare di entrare nell'industria musicale dove alla fine degli anni '90, è stato scoperto da Bobby Braddock, cantante country e membro della Country Music Hall of Fame.

### 2001-2006:Blake Shelton,The DreamereBlake Shelton's Barn & Grill
Nel 2001 firma un contratto discografico con la Giant Records, con l'intento di realizzare il singolo "I Wanna Talk About Me", che venne però assegnato a Toby Keith. L'etichetta affida a Shelton il brano "Austin" che arriva alla prima posizione della Billboard Hot Country Singles. Nello stesso periodo la Giant Reconds chiuse e il cantante fu trasferito alla Warner Bros. Records che realizza il suo album di debutto omonimo, che raggiunge la terza posizione della Billboard Top Country Albums che vende un milione di copie, venendo certificato disco di platino.
Il 4 febbraio 2003 è stato pubblicato il secondo album, The Dreamer, che raggiunge la seconda posizione della Billboard Top Country Albums e all'ottava posizione della Billboard 200."The Baby" viene rilasciato come primo estratto, che raggiunge la prima posizione della  Billboard Hot Country per tre settimane consecutive. Il secondo e terzo estratto furono "Heavy Liftin'" e "Playboys of the Southwestern World". Il disco viene certificato disco d'oro.
Blake Shelton's Barn & Grill è il titolo del terzo album, rilasciato nell'ottobre del 2004. L'album raggiunge 1milione di copie vendute negli Stati Uniti. Co-scrive il singolo "When Somebody Knows You That Well" con Harley Allen che ha raggiunto la posizione 37 nelle classifiche nazionali, mentre il successivo  "Some Beach" è diventato il suo terzo numero uno, mantenendo quella posizione per quattro settimane. l 18 dicembre 2005, molte delle canzoni di Shelton, tra cui "Nobody but Me", sono apparse sul film televisivo "The Christmas Blessing".

### 2007–2010:Pure BS,Startin' FireseThe Greatest-Hits

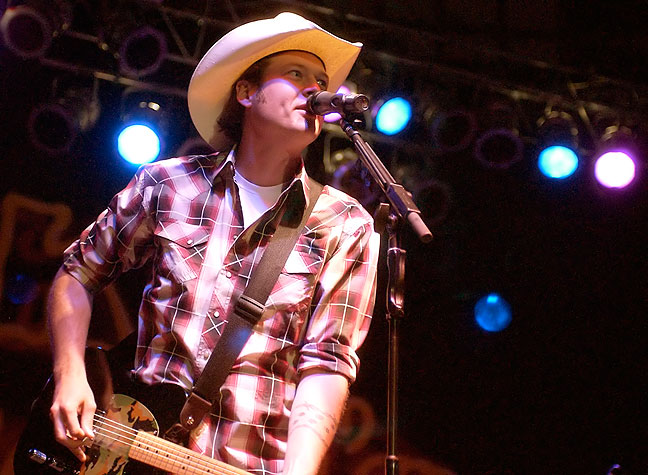
Shekton nell'estate del 2007

All'inizio del 2007 esce l'album "Pure BS", prodotto da Braddock, Brent Rowan, e Paul Worley, accompagnato dai singoli "Don't Make Me" e "The More I Drink". L'album raggiunge la seconda posizione della Billboard Top Country Albums e entra nella Top10 della Billboard 200. Alla fine del 2007, Shelton ha fatto apparizioni negli show televisivi: prima come giudice del concorso di talento Nashville Stars, e più tardi Clash of the Choirs.
Nell'agosto del 2008 esce il brano "She Wouldn't Be Gone" anticipando il quinto album Startin' Fires. Nell'album è presente "Bare Skin Rug" in collaborazione con Miranda Lambert e "Hillbilly Bone" con Trace Adkins.  Quest'ultimo gli conferisce il primo Academy of Country Music Award come Vocal Event of the Year e vince il Favorite Country Male Artist agli American Music Award. Ai CMA Awards vince il Male Vocalist of The Year e il Vocal Event of the Year per "Hillbilly Bone", che fa ottenere la prima nomination ai Grammy Awards per Best Country Collaboration with Vocals.
Nel 2010 rilascia il suo primo greatest-hits Loaded: The Best of Blake Shelton, che viene certificato disco di platino negli Stati Uniti. Nel corso dell'anno viene inserito nella Grand Ole Opry.

### 2011-2012:The Voice,Red River BlueeCheers, It's Christmas

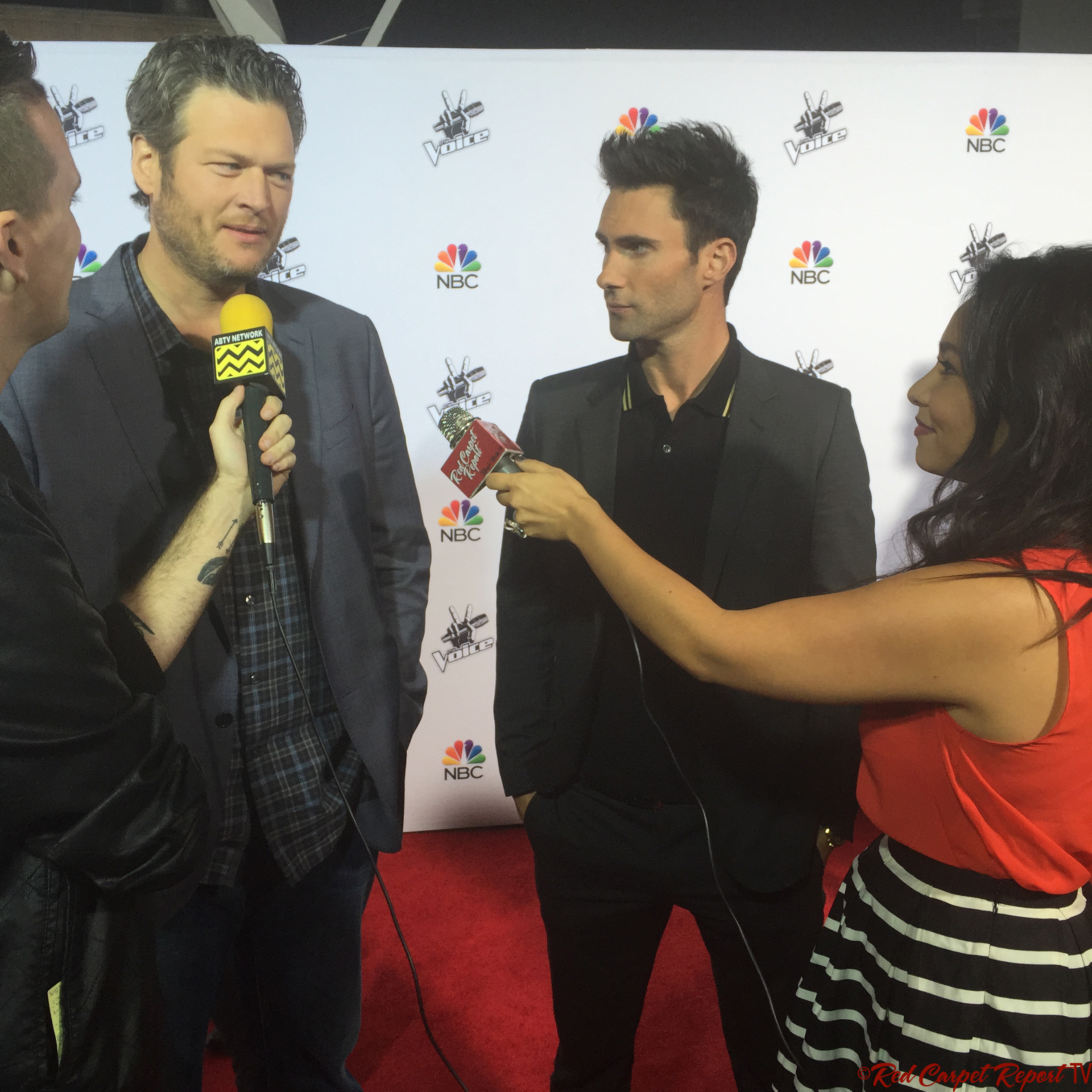
Blake Shelton con Adam Levine alla presentazione di The Voice nel 2011

Blake Shelton ha pubblicato l'album "Red River Blue" il 12 luglio 2011, sostenuto dal singolo "Honey Bee"  che stabilisce il record per la certificazione d'oro più veloce da un cantante country maschile, ricevendola dalla RIAA alla settima settimana dalla pubblicazione. L'album debutta al numero uno della Billboard 200 con circa 110 000 copie vendute ottenendo due certificazioni di platino ed entra alla tredicesima posizione della classifica Canadese. I successivi estratti "God Gave Me You" e "Drink on It" arrivano alla prima posizione della Billboard Hot Country venendo un totale di 3,5milioni di copie. A The Voice si esibisce con il brano "Over" che raggiunge anch'essa la prima posizione dalla classifica country venendo certificata platino. L'album viene nominato come Best Country Album e "Honey Bee" come Best Country Solo Performance ai Grammy Awards del 2012. L'anno successivo riceve una nomination nella stessa categoria per "Over".
Dal 2011 diventa giudice e coach nel programma televisivo The Voice al fianco di Christina Aguilera, Adam Levine e Cee Lo Green. Nella prima stagione, la sua finalista Dia Frampton è arrivata seconda e registra un brano con Shelton intitolato "I Will" sul suo album Red, uscito il 6 dicembre 2011. Nella seconda e terza stagione ottiene la vittoria con Jermaine Paul e Cassadee Pope.
Dopo il matrimonio avvenuto nel maggio del 2011, Blake Shelton e Miranda Lambert eseguono la loro prima performance pubblica al Super Bowl XLVI nel febbraio 2012, cantando una versione di "America the Beautiful".
Nell'ottobre 2012, Shelton ha pubblicato il suo primo album di Natale, Cheers, It's Christmas, che ha raggiunto rispettivamente la prima e la seconda posizione nelle classifiche Top Holiday Album e Top Country Album. L'album viene certificato oro in Canada e Stati Uniti.
Blake Shelton appare inoltre nell'album "Lotus" della collega di The Voice Christina Aguilera nella canzone "Just a Fool", vendendo 800 000 copie.

### 2013-2015:Based on a True Story..., Bringing Back the SunshineeReloaded

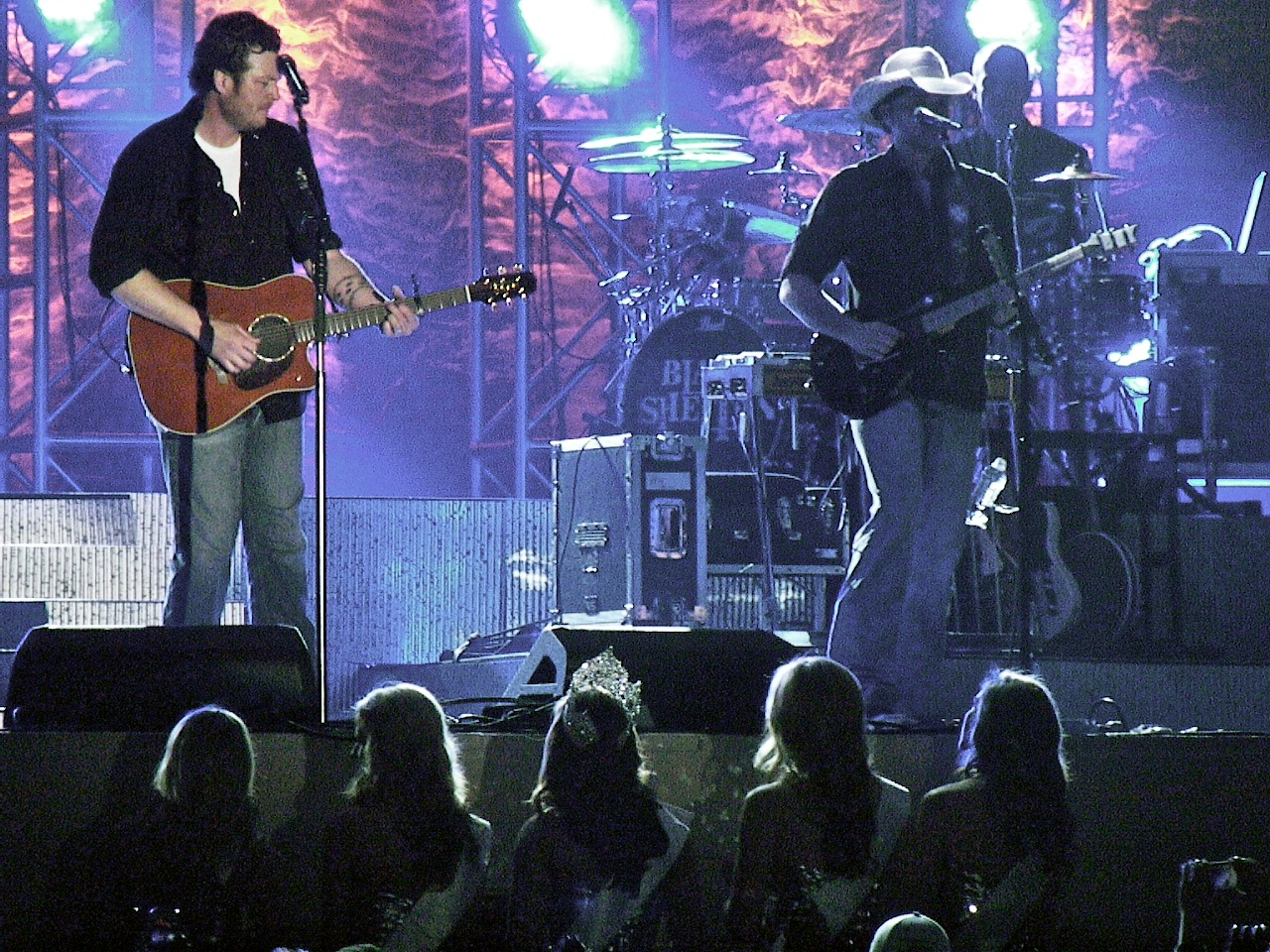
Blake Shelton al Florida Strawberry Festival del 2013

Poco dopo la mezzanotte di Capodanno 2013 rilascia il brano "Sure Be Cool If You Did". Il 26 marzo 2013 esce "Based on a True Story..." che vende 200 000 copie nella prima settimana raggiungendo la classifica country alla prima posizione e la terza della Billboard200. I tre brani estratti "Boys 'Round Here",  "Mine Would Be You" e "Doin' What She Likes" con cui ha raggiunto il suo undicesimo singolo consecutivo alla prima posizione, battendo il record precedentemente detenuto da Brad Paisley. Blake Shelton ha ricevuto il Gene Weed Special Achievement Award per il suo ruolo di allenatore di The Voice alla 48ª ACM Award nel 2013. L'album vince Album of the Year  ai CMA Awards e viene nominato ai Grammy Awards del 2014 come Best Country Album.
Dal luglio del 2013 intraprende il Ten Times Crazier Tour, che verrà poi rilanciato nel 2014 e 2015.
Il 4 aprile del 2014, durante la 49ª edizione degli ACM Award si esibisce con Shakira nel brano "Medicina", presente nel decimo album della cantante colombiana. Nell'agosto 2014, Shelton ha annunciato il suo nono album in studio, "Bringing Back the Sunshine", pubblicato il 30 settembre 2014 e che raggiunge la prima posizione della classifica statunitense. L'album contiene i singoli "Neon Light", "Lonely Tonight", "Sangria" e "Gonna". Tutti e quattro i singoli hanno raggiunto il numero 1 della classifica Country Airplay e hanno venduto complessivamente 3 000 copie negli Stati Uniti. "Lonely Tonight", duetto con Ashley Monroe viene nominato ai Grammy Awards come Best Country Duo/Group Performance.
Il 13 novembre 2014, Shelton è stato inserito nella Oklahoma Hall of Fame per i suoi successi nell'industria musicale e per gli aiuti umanitari.
Shelton ha registrato una cover della hit di Bob Dylan del 1974 "Forever Young" per la colonna sonora di Max, che è stato rilasciato negli Stati Uniti il 26 giugno 2015.
Il secondo greatest-hits, "Reloaded: 20 # 1 Hits", è stato pubblicato il 23 ottobre 2015. L'album raggiunge la Top5 della Billboard200 e la prima della classifica country con 300 000 copie vendute.

### 2016–2018:If I'm HonestandTexoma Shore

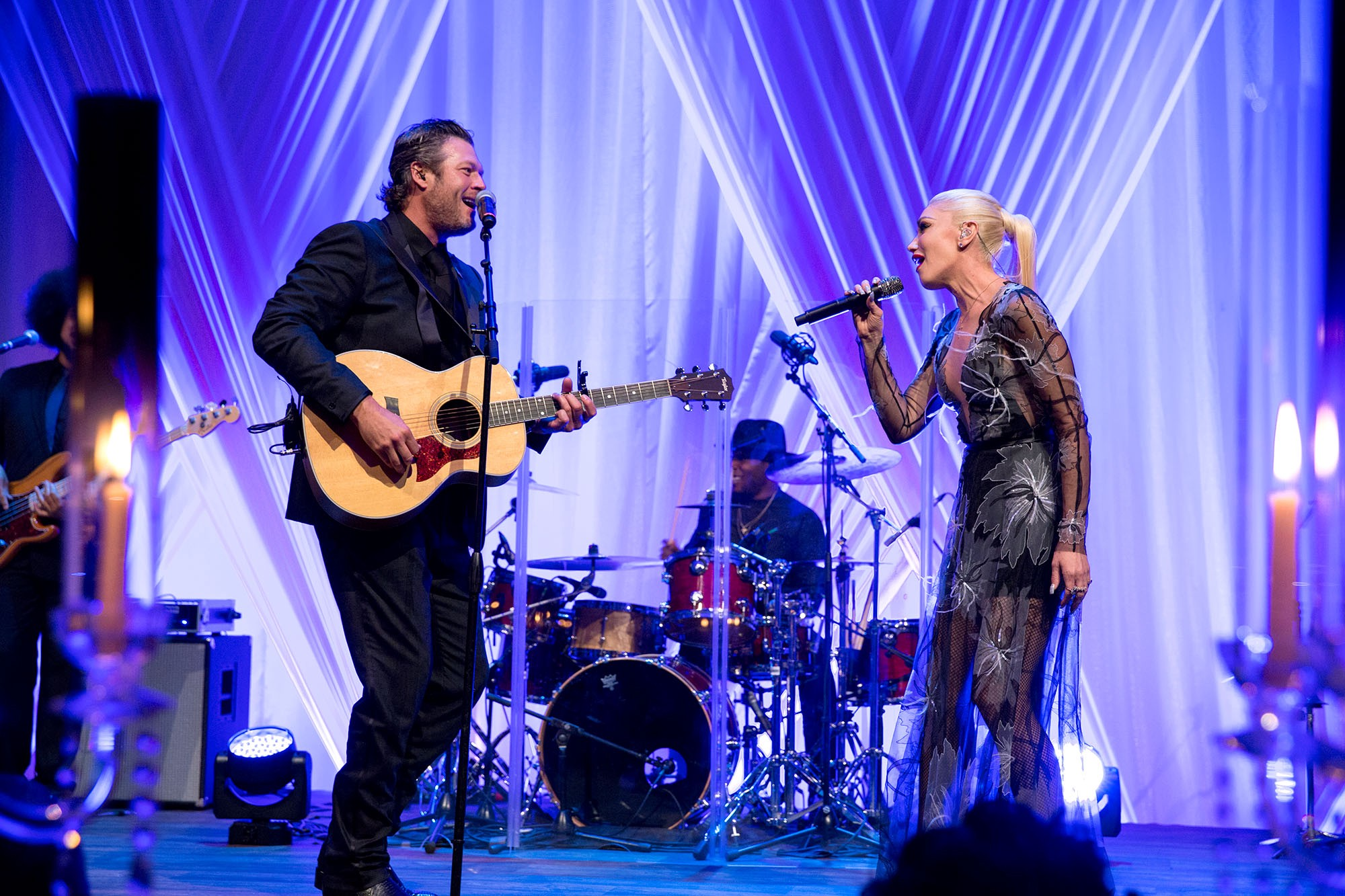
Blake Shelton con Gwen Stefani in una performance alla Casa Bianca nel 2016.

Il decimo album in studio di Shelton, "If I'm Honest", è stato pubblicato nel maggio 2016, ed entra nelle prime posizioni delle classifiche country si Stati Uniti, Canada ed Australia. Il primo singolo dell'album "Came Here to Forget" è stato rilasciato alla radio country l'8 marzo 2016 e raggiunge la prima posizione delle classifiche country di Canada e Stati Uniti. Successivamente vengono estratti "Savior's Shadow" e "She's Got a Way with Words". In aprile 2016 pubblica "Friends" singolo estratto dalla colonna sonora del film d'animazione "Angry Birds - Il film" di cui doppia anche un personaggio.
Nel giugno 2016, Shelton ha celebrato l'inaugurazione della sua mostra al Country Music Hall of Fame and Museum. La mostra, intitolata "Blake Shelton: Based on a True Story", ripercorrendo il percorso di carriera di Shelton e le sue realizzazioni, che comprende i suoi umili inizi in Oklahoma, le sue origini di Nashville, e il suo percorso finale verso il successo ed il riconoscimento di esso attraverso il suo ruolo di coach a The Voice.
Nel settembre 2016, Shelton è stato selezionato come uno dei 30 artisti che si esibiranno in "Forever Country", un brano mash-up di "Take Me Home, Country Roads", "On the Road Again", e "I Will Always Love You" per celebrare i 50 anni dei CMA Awards. Nel 2017 vince il Top Country Artist ai Billboard Music Award.
Dopo essere comparso nel brano di lancio You Make It Feel like Christmas dell'album natalizio dell'attuale compagna Gwen Stefani, nel settembre del 2017, Shelton ha pubblicato "I'll Name the Dogs" come singolo di punta del suo undicesimo album in studio. L'album, "Texoma Shore", è stato pubblicato il 3 novembre 2017, facendo ottenere a Shelton il sesto debutto alla prima posizione della classifica Top Country Albums e il decimo Top10 della Billboard200. L'album entra nelle classifiche di Nuova Zelanda, dove entra nella Top5, mentre raggiunge la posizione numero 11 in Canada e 23 in Australia. Il secondo singolo dell'album, "I Lived It," viene trasmesso nelle country radio il 29 gennaio 2018. Successivamente annuncia il Country Music Freaks tour con Trace Adkins, Brett Eldredge e Carly Pearce.

### 2019-presente:Fully Loaded: God's Countrye nuovi progetti

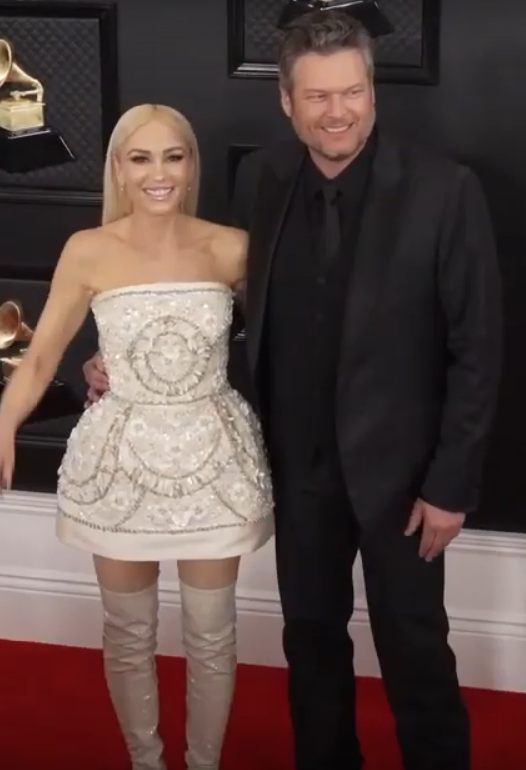
Blake Shelton con Gwen Stefani alla cerimonia di apertura dei Grammy Awards 2020.

Il 14 febbraio del 2019 intraprendere negli Stati Uniti il Friends and Heroes Tour con la partecipazione dei Bellamy Brothers, John Anderson, Trace Adkins e Lauren Alaina. Collabora inoltre con Garth Brooks nel brano "Dive Bar". Viene chiamato a partecipare al film di animazione Uglydolls prestando voce ad un personaggio e registrando all'omonimo album tratto dal film insieme a Janelle Monáe, Kelly Clarkson, Nick Jonas e Anitta.
Il 29 marzo successivo pubblica il singolo God's Country che debutta alla prima posizione della classifica country, ricevendo la certificazione platino negli Stati Uniti e d'oro in Canada. Il brano ottiene la certificazione di doppio platino dalla RIAA per aver venduto oltre 2 milioni di copie, vince il premio Single of the Year ai CMA Awards e riceve la sua nona nomina ai Grammy Award 2020 nella categoria Best Country Solo Performance. Successivamente rilascia due brani Hell Right, in collaborazione con Trace Adkins e "Jesus Got a Tight Grip". I singoli vengono inseriti nella raccolta di successi del cantante Fully Loaded: God's Country che debutta alla prima posizione della Top Country Albums e seconda posizione della Billboard 200 con 93 000 copie vendute nel dicembre 2019 e raggiunge la Top10 della Hot Country Songs con duetto Nobody but You insieme alla compagna Gwen Stefani.
Il 24 giugno 2020 rilascia un terzo singolo con la compagna Gwen Stefani dal titolo Happy Anywhere, che diviene il secondo top10 della coppia nella Hot Country Songs. Nel gennaio 2021 pubblica il singolo Minimum Wage. Il 21 maggio 2021 pubblica l'album Body Language.

## Vita personale
Il primo matrimonio del cantante fu nel 2003 con la fidanzata Kaynette Gern, da cui divorziò tre anni dopo.
Il 14 maggio 2011 ha sposato la cantante Miranda Lambert a Boerne, Texas. Il 20 luglio 2015 annuncia il divorzio dalla moglie.
Dal novembre 2015 è ufficialmente fidanzato con la cantante Gwen Stefani, con cui aveva condiviso nel 2014 l'esperienza televisiva di The Voice. I due si sposano nell’estate del 2021.

## Imprenditoria
Shelton possiede un marchio di ristoranti chiamato Ole Red. Il primo Ole Red ha aperto nella città natale di Shelton, Tishomingo, Oklahoma, nel settembre 2017. Negli anni successivi ha aperto ulteriori tre sedi a Nashville, Gatlinburg e Orlando.

## Discografia

### Album in studio
- 2001 - Blake Shelton
- 2003 - The Dreamer
- 2004 - Blake Shelton's Barn & Grill
- 2007 - Pure BS
- 2008 - Startin' Fires
- 2011 - Red River Blue
- 2012 - Cheers, It's Christmas
- 2013 - Based on a True Story...
- 2014 - Bringing Back the Sunshine
- 2016 - If I'm Honest
- 2017 - Texoma Shore
- 2021 - Body Language
- 2025 - For Recreational Use Only

## Filmografia

### Cinema
- Miracolo di Natale (The Christmas Blessing), regia di Karen Arthur (2005)
- Glen Campbell: I'll Be Me, regia di James Keach (2014) – documentario
- Pitch Perfect 2, regia di Elizabeth Banks (2015)
- The Ridiculous 6, regia di Frank Coraci (2015)

### Televisione
- American Dreams – serie TV, episodio 2x6 (2003)
- Malibu Country – serie TV, episodio 1x15 (2013)

### Programmi televisivi
- Nashville Star (2007) – giudice
- Backstory: Blake Shelton (2009)
- The Price Is Right (2010) – ospite
- Blake Shelton Live: It's All About Tonight (2010)
- Dancing with the Stars (2011) – ospite
- The Voice (dal 2011) – coach
- Blake Shelton Not So Family Christmas (2012)
- Michael Bublé Home for the Holidays (2012)
- Kelly Clarkson's Cautionary Christmas Music Tale (2013) – performer
- Oprah Prime (2013) – ospite
- Saturday Night Live (2015) – ospite
- Michael Bublé's Christmas in Hollywood (2015)
- Red Nose Day (2015-2016) – performer
- Kids' Choice Awards 2016 (2016) – conduttore
- Blake Shelton: Men Behind the Voice (2016)
- Carpool Karaoke (2017) – ospite
- Gwen Stefani's You Make It Feel Like Christmas (2017) – performer
- Sugar (2018) – ospite
- Jimmy Kimmel Live! (2018) – ospite
- Blake Shelton: Country Voice (2019)
- Jay Leno's Garage (2020) – ospite
- America's Got Talent (2020) – ospite
- Blake & Gwen: Now & Then (2021)

### Doppiaggio
- Earl in Angry Birds - Il film
- Ox in Pupazzi alla riscossa